# Loi de Thirlwall
 (juillet 2022).
Pour les articles homonymes, voir Thirlwall.
La loi de Thirlwall est une loi économique selon laquelle le taux de croissance de long terme d'un pays est à peu près égal au ratio de la croissance des exportations et de l'élasticité-revenu des importations. Les conditions nécessaires sont que la balance courante soit équilibrée, et que le taux de change réel reste à peu près constant. Elle doit son nom à Anthony Thirlwall (en), qui l'a formulée en 1979.

## Concept
En 1979, Anthony Thirlwall publie un article académique qui inaugure un nouveau modèle de croissance qui se fonde sur les exportations. Thirlwall base son modèle sur le postulat que l'économie n'est pas en permanence à l'état d'équilibre sur le marché du travail, contrairement au postulat néoclassique. La croissance est considérée comme endogène. La loi vise à calculer le taux de croissance optimal qu'un pays peut atteindre sans que sa balance des paiements ne se détériore. Au-dessus de ce taux de croissance, l'augmentation du taux de croissance aura pour conséquence une augmentation des importations, et donc un déficit de la balance courante.
Le taux de croissance est déterminé par l'élasticité revenu de la demande pour les exportations du monde, multiplié par le taux de croissance du PIB par tête divisé par l'élasticité à la demande nationale pour les importations.
La loi de Thirlwall a principalement été mobilisée par l'école postkeynésienne.

## Conclusions
La conclusion de la loi de Thirlwall est que la capacité d'un pays à attirer continuellement du capital est essentielle pour soutenir le taux de croissance optimal et l'augmenter. Sans cela, le taux de croissance de l'économie sera comprimé dès lors que le pays sera contraint de rétablir un équilibre de la balance courante. Or, rétablir un tel équilibre exige un rééquilibrage de la balance commerciale par le biais d'une réduction des importations (ou d'une augmentation des exportations, mais cela est difficile). 
Cette loi conclut que les pays en développement auront le plus grand mal à sortir de leur état de sous-développement. En effet, ces pays exportent principalement des matières premières et des produits basiques. Or, les pays développés auront pour ces biens une élasticité revenu faible, alors que les pays en développement auront une élasticité de la demande élevée pour les biens manufacturés. Cela condamne les pays pauvres à la pauvreté.

## Vérification empirique
Plusieurs études empiriques valident approximativement la loi de Thirlwall, à l'exception des États-Unis, dont les taux de croissance sont supérieurs à ceux prédits par la loi. Cela est dû au fait que le monde finance les États-Unis par l'achat de ses bons du Trésor (titres de dette publique). Par exemple, une étude réalisée sur le cas de la Bulgarie entre 1994 et 2013 montre que le niveau de croissance (2,68%/an) est proche de ce que la loi de Thirlwall prédisait (2,62%). En 2020, Lucas Guimaraes a calculé que la croissance moyenne du Costa Rica entre 2002 et 2015 avait été de 2,8%, contre 2,85% prévus par la loi, ce qui la valide également.
Toutefois, certaines études ne valident pas empiriquement la loi ; certains économistes ont fait remarquer qu'il était difficile de la tester avec précision. Elle reste ainsi ouverte au débat.